# Septoria cotylea
Septoria cotylea är en svampart som beskrevs av Pat. & Har. 1905. Septoria cotylea ingår i släktet Septoria och familjen Mycosphaerellaceae.   Inga underarter finns listade i Catalogue of Life.